# 尖點

半立方拋物線x^{3}–y^{2}=0在(0,0)處有一尖點

尖點（英語：Cusp）是曲線中的一種奇點。曲線上的動點在移到尖點時會開始反向移動，右圖是一個典型的例子。
給定一個以解析參數式定義的平面曲線：
{\displaystyle {\begin{aligned}x&=f(t)\\y&=g(t),\end{aligned}}}
尖點即為函數f及g之導數為零之點，同時方向導數在切線方向會變號（切線方向之斜率為{\displaystyle \lim(g'(t)/f'(t))}）。尖點是局部的奇點，只牽涉到參數t的一個值，不像自交點牽涉到t的許多值。在某些時候，方向導數變號的條件會省去，此時奇點有可能看起來像一般的點。
以一個光滑隱函數定義的曲線來說，
{\displaystyle F(x,y)=0,}
將F以泰勒級數展開，當其最低階項可表為一次多項式的次方時，即為尖點所在處。但是並非所有擁有此性質的奇點都是尖點，由皮瑟級數相關定理可知，若F是解析函數，則在座標線性變換後，在尖點附近可將曲線參數化成以下形式：
{\displaystyle {\begin{aligned}x&=at^{m}\\y&=S(t),\end{aligned}}}
其中a是實數，m是正偶數，S(t)是k階的冪級數且k>m。m也是F最低階項中非零部份的階數。這些定義已被勒内·托姆及弗拉基米爾·阿諾爾德推廣至以可微函數定義的曲線，若某點鄰域存在微分同胚，將曲線映至以上定義的尖點，則該曲線有尖點。在某些時候，以及以下文章，尖點被限定為二階尖點，也就是說m=2。一個平面曲線的二階尖點可被微分同胚表為 x2 – y2k+1 = 0，其中k是正整數。